# مارتینا مک‌براید
مارتینا مک‌براید (به انگلیسی: Martina McBride) زادهٔ ۲۹ ژوئیهٔ ۱۹۶۶ در نشویل تنسی، آمریکا)، یک خواننده آمریکایی در سبک کانتری است.

## زندگی و فعالیت‌ها
مارتینا مک‌براید در شهرک کوچک شارون با جمعیت حدود ۲۰۰ نفر در کانزاس متولد شد. مارتینا در جوانی ساعت‌های بعد از مدرسه را به گوش دادن موسیقی کانتری و خواندن آن می گذراند. او بعد از ازدواج و مهاجرت به نشویل به سمت کار در موسیقی کانتری کشیده شد.

## آلبوم‌ها
آلبوم‌های رسمی مارتینا مک‌براید :
| نام آلبوم              | سال انتشار |
| ۱. The Time Has Come   | ۱۹۹۲       |
| ۲. The Way That I Am   | ۱۹۹۳       |
| ۳. Wild Angels         | ۱۹۹۵       |
| ۵. Evolution           | ۱۹۹۷       |
| ۶. White Christmas     | ۱۹۹۸       |
| ۷. Emotion             | ۱۹۹۹       |
| ۸.Martina              | ۲۰۰۳       |
| ۹. Timeless            | ۲۰۰۵       |
| ۱۰. Waking Up Laughing | ۲۰۰۷       |
| ۱۱. Shine              | ۲۰۰۹       |
| ۱۲. Eleven             | ۲۰۱۱       |